# Coccoidea (svamp)
Coccoidea är ett släkte av svampar. Coccoidea ingår i familjen Coccoideaceae, ordningen Dothideales, klassen Dothideomycetes, divisionen sporsäcksvampar och riket svampar.
|           | Coccoidella                            |
|           |                                        |
| Coccoidea | \| \| Coccoidea quercicola \| \| \| \| |
|           | \| \| Coccoidea quercicola \| \| \| \| |
|           | Dianesea                               |
|           |                                        |
|           | Coccoidea quercicola                   |
|           |                                        |

|  | Coccoidea quercicola |
|  |                      |